# توني مور (لاعب كرة قدم)
توني مور (بالإنجليزية: Tony Moore)‏ (7 فبراير 1943 بيورك في المملكة المتحدة - ) هو لاعب كرة قدم بريطاني في مركز الهجوم. لعب مع نادي يورك سيتي وبريدلينغتون ترينيتي ‏ وسيلبي تاون ‏.